# David Sánchez
David Sánchez Rodríguez (Sevilla, 25 juli 1982) is een Spaans profvoetballer. Hij speelt sinds 2008 als middenvelder bij het Roemeense FC Timișoara.
David Sánchez begon als voetballer bij het tweede elftal van Sevilla FC. Vervolgens kwam hij bij FC Barcelona terecht, waar de middenvelder van 2000 tot 2003 voor het tweede elftal speelde. Bovendien maakte hij op 29 oktober 2002 in de wedstrijd in de groepsfase van de UEFA Champions League tegen Club Brugge zijn debuut in het eerste elftal. Hij kwam in de tweede helft als vervanger van Gabri García in het veld. 
In augustus van 2003 vertrok Sánchez op huurbasis naar Albacete Balompié, dat destijds nog in de Primera División speelde. Na een half jaar op huurbasis bij Deportivo Alavés in de eerste helft van 2005, werd hij in de zomer van 2005 door FC Barcelona verkocht aan Albacete Balompié. In 2007 vertrok Sánchez naar Gimnàstic de Tarragona. Daar kwam hij weinig aan spelen en in 2008 werd de Andalusiër gecontracteerd door FC Timișoara. 